# ريال مدريد لكرة الطائرة
ريال مدريد لكرة الطائرة (بالإسبانية: Sección de Voleibol del Real Madrid Club de Fútbol)‏ كان فرع الكرة الطائرة لنادي ريال مدريد. تمت إضافة هذه الرياضة في عام 1954، وفقًا لسياسة النادي للتوسع. في وقت حل الفرع في عام 1983، كان ثالث أكثر أفرُع ريال مدريد نجاحًا بعد فرق كرة القدم وكرة السلة.

## التاريخ
تأسس نادي ريال مدريد للكرة الطائرة في عام 1954. فاز ريال مدريد ببطولة إسبانيا 7 مرات وبكأس ملك إسبانيا 12 مرة وهو رقم قياسي.

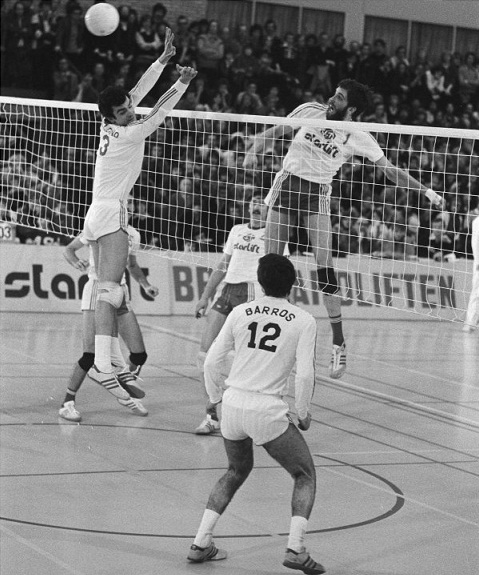
ريال مدريد يلعب الدور نصف نهائي كأس أوروبا 1977–78. كان هذا هو الموسم الأكثر نجاحًا لفريق إسباني في أكبر مسابقة أوروبية للأندية حتى الآن

مثل بعض فروع ريال مدريد الأخرى، اضطر إلى الإغلاق بعد موسم 1982–83 بسبب سوء الإدارة الاقتصادية. وعلى الرغم من ذلك، يظل أحد أنجح فرق الكرة الطائرة الإسبانية. فاز النادي بإجمالي تسعة عشر لقبًا محليًا، بما في ذلك ستة ألقاب محلية مزدوجة.
كان أفضل أداء دولي للنادي خلال موسم 1977–78 عندما وصل إلى الدور نصف النهائي من كأس أوروبا، قبل أن يهزمه الفريق الهولندي ستارليفت بلوكيير. ويظل أفضل أداء لفريق إسباني في دوري أبطال أوروبا. كانت أول مشاركة للنادي في دوري أبطال أوروبا في موسم 1972–73 حيث خرج في دور الستة عشر على يد نادي ريسوفيا رزيسزو البولندي. وفي كلا الموسمين، أصبح الفريقان اللذان خسر أمامهما ريال مدريد وصيفين لكل نسخة.
كان الحل غير المتوقع للفرع بعد موسم 1982–83 الناجح، والذي فاز فيه النادي بالثنائية المحلية، مدفوعًا بسنوات من سوء الإدارة الاقتصادية. في الموسم التالي، تنازل النادي عن الحقوق الفيدرالية لنادي الكرة الطائرة بمدريد الذي ترعاه شركة الصحة سانيتاس، وورث فريقها الرياضي بالإضافة إلى الحق في المشاركة في دوري أبطال أوروبا. في عرضه التقديمي، أعرب رئيس نادي ريال مدريد لويس دي كارلوس عن أسفه لإغلاق الفرع، لكنه جادل بأن الفرع كان له تأثير ونطاق محدود، على الرغم من نجاحه. في الموسم الأخير من وجود النادي، سجل 650 متفرجًا فقط طوال موسم الدوري بأكمله.

## اللاعبين البارزين
- فلاديمير بوجويفسكي
- ميغيل أوكون
- تشوبي بيريز
- خوليو دياز
- ميغيل أنجيل جوميز ليزكانو
- لويس هيرنانديز كوتر
- فيليسيانو مايورال
- ميغيل أنخيل بيريز ألفاريز
- لويس ألفاريز جوميز
- فرنسيسكو سانشيز
- خايمي فرنانديز باروس
- خافيير كارو
- خافيير جيسوس جاستون
- أولافي لينونين
- أوليس ريسانين

## المدربين البارزين
- ميروسلاف فورجيتش
- فلادو بوجوفسكي
- تشوبي بيريز

## الإنجازات
- الدوري الممتاز (7)
  - البطل : 1972، 1976، 1977، 1978، 1979، 1980، 1983
  - الوصيف : 1965، 1971، 1974، 1975، 1981، 1982
- كأس الملك (12، رقم قياسي)
  - البطل : 1954، 1956، 1960، 1969، 1973، 1976، 1977، 1978، 1979، 1980، 1981، 1983
  - الوصيف 1957، 1961، 1963، 1971، 1974